# Judo-Europameisterschaften 2014
Die Judo-Europameisterschaften 2014 fanden vom 24. bis zum 27. April im französischen Pérols, einem Vorort von Montpellier, statt.

## Ergebnisse

### Männer
| Gewichtsklasse | Gold                     | Silber               | Bronze                               |
| -------------- | ------------------------ | -------------------- | ------------------------------------ |
| - 60 kg        | Beslan Mudranow          | Amiran Papinaschwili | Howhannes Dawtjan İlqar Müşkiyev     |
| - 66 kg        | Loïc Korval              | David Larose         | Michail Puljajew Dsmitryj Scherschan |
| - 73 kg        | Dex Elmont               | Ugo Legrand          | Rok Drakšič Miklós Ungvári           |
| - 81 kg        | Awtandil Tschrikischwili | Loïc Pietri          | Szabolcs Krizsán Sven Maresch        |
| - 90 kg        | Warlam Liparteliani      | Kirill Woprossow     | Alexandre Iddir Krisztián Tóth       |
| - 100 kg       | Lukáš Krpálek            | Elmar Gasimov        | Adlan Bisultanov Cyrille Maret       |
| + 100 kg       | Teddy Riner              | Adam Okruaschwili    | André Breitbarth Marius Paškevičius  |
| Team           | Georgien                 | Russland             | Deutschland Frankreich               |

### Frauen
| Gewichtsklasse | Gold                | Silber            | Bronze                                |
| -------------- | ------------------- | ----------------- | ------------------------------------- |
| - 48 kg        | Éva Csernoviczki    | Amandine Buchard  | Maryna Tschernjak Kristina Rumjanzewa |
| - 52 kg        | Majlinda Kelmendi   | Natalja Kusjutina | Andreea Stefania Chitu Gili Cohen     |
| - 57 kg        | Automne Pavia       | Miryam Roper      | Sabrina Filzmoser Telma Monteiro      |
| - 63 kg        | Clarisse Agbegnenou | Tina Trstenjak    | Agata Ozdoba Anicka van Emden         |
| - 70 kg        | Kim Polling         | Laura Vargas Koch | Bernadette Graf Barbara Matić         |
| - 78 kg        | Audrey Tcheuméo     | Marhinde Verkerk  | Abigél Joó Lucie Louette Kanning      |
| + 78 kg        | Émilie Andéol       | Larisa Cerić      | Franziska Konitz Jasmin Külbs         |
| Team           | Frankreich          | Deutschland       | Polen Slowenien                       |

### Medaillenspiegel
| Platz | Land                    | Gold | Silber | Bronze | Gesamt |
| ----- | ----------------------- | ---- | ------ | ------ | ------ |
| 1.    | Frankreich              | 7    | 4      | 4      | 15     |
| 2.    | Georgien                | 3    | 2      | 0      | 5      |
| 3.    | Niederlande             | 2    | 1      | 1      | 4      |
| 4.    | Russland                | 1    | 3      | 3      | 7      |
| 5.    | Ungarn                  | 1    | 0      | 4      | 5      |
| 6.    | Europäische Judo-Union  | 1    | 0      | 0      | 1      |
| 6.    | Tschechien              | 1    | 0      | 0      | 1      |
| 8.    | Deutschland             | 0    | 3      | 5      | 8      |
| 9.    | Slowenien               | 0    | 1      | 2      | 3      |
| 10.   | Aserbaidschan           | 0    | 1      | 1      | 2      |
| 11.   | Bosnien und Herzegowina | 0    | 1      | 0      | 1      |
| 12.   | Österreich              | 0    | 0      | 2      | 2      |
| 12.   | Polen                   | 0    | 0      | 2      | 2      |
| 14.   | Armenien                | 0    | 0      | 1      | 1      |
| 14.   | Israel                  | 0    | 0      | 1      | 1      |
| 14.   | Kroatien                | 0    | 0      | 1      | 1      |
| 14.   | Litauen                 | 0    | 0      | 1      | 1      |
| 14.   | Portugal                | 0    | 0      | 1      | 1      |
| 14.   | Rumänien                | 0    | 0      | 1      | 1      |
| 14.   | Ukraine                 | 0    | 0      | 1      | 1      |
| 14.   | Belarus                 | 0    | 0      | 1      | 1      |
|       | Total                   | 16   | 16     | 32     | 64     |